# Jean-Marc Furlan
Jean-Marc Furlan (Sainte-Foy-la-Grande, 20 novembre 1957) è un allenatore di calcio ed ex calciatore francese, di ruolo di difensore.
Di origini italiane, è stato insignito nel 2005 della cittadinanza onoraria del comune di Cinto Caomaggiore, cittadina da cui partirono i genitori per emigrare in Francia. Dello stesso luogo anche gli avi di un'altra gloria del calcio francese, Patrick Battiston.

## Carriera
Le sue qualità nel calcio amatoriale sono state riconosciute dal Troyes (Ligue 2) che gli ha offerto il suo primo contratto da professionista nel 2004. Questo battesimo da "pro" è stato un successo; è entrato nella sua prima stagione in Ligue 1 ed è stato nominato "Miglior allenatore in Ligue 2"; premiando così uno stile di gioco molto offensivo. Un'altra soddisfazione è l'aver scoperto giovani come Damien Perquis, Bafétimbi Gomis e Blaise Matuidi.
Ha poi allenato lo Strasburgo (dal 2007 al 2009) e il Nantes (Ligue 2) nel 2009-10.
Nel 2010-11, è tornato a Troyes (Ligue 2) ed è passato alla Ligue 1 (2011-12) con il 12° budget in Ligue 2. È tornato in Ligue 2 (budget inferiore in Ligue 1) la stagione successiva mentre raggiungeva la semifinale della Coupe de France.
In queste due stagioni ha la soddisfazione di vedere i giocatori che ha allenato partire per grandi club: Sidibé (Monaco), Obbadi (Lille) e N'sakala (Anderlecht). Nonostante queste partenze (sette titolari) in estate, l'allenatore ha ricostruito una squadra per la Ligue 2 che si qualifica per le semifinali della Coupe de la Ligue (2013-14).
Nel 2014-15, Troyes ha vinto il suo primo titolo venendo incoronato campione francese della Ligue 2. Cinque giocatori (Petric, Rincon, Carole, Martins Pereira e Nivet) fanno parte della migliore squadra della Ligue 2 e Furlan diventa il primo allenatore ricevere un secondo titolo di "Miglior allenatore della Ligue 2" durante i Trofei UNFP.
L'estate successiva è molto agitata (2015-16); di fronte alla mancanza di garanzie finanziarie, la DNCG inizialmente rifiuta l'adesione alla Ligue 1 e poi la convalida bloccando i trasferimenti dei giocatori. È in questo difficile contesto che il 3 dicembre 2015 Jean-Marc Furlan si è dimesso per unirsi (30 maggio 2016, per tre stagioni) allo Brest (Ligue 2). Durante questa prima stagione, ha allenato la sua 1200ª partita ufficiale (giocatore e allenatore) e ha vinto il titolo simbolico di Fall Champion. Alla fine della 3ª stagione, nel maggio 2019, ha portato Brest in Ligue 1 ed è così diventato il primo allenatore a sperimentare una quarta scalata in Ligue 1. Alla fine del suo contratto, ha firmato per l'Auxerre.

## Statistiche

### Statistiche da allenatore
Statistiche aggiornate al 13 ottobre 2022. In grassetto le competizioni vinte.
| Stagione            | Squadra           | Campionato        | Campionato | Campionato | Campionato | Campionato | Coppe nazionali | Coppe nazionali | Coppe nazionali | Coppe nazionali | Coppe nazionali | Coppe continentali | Coppe continentali | Coppe continentali | Coppe continentali | Coppe continentali | Altre coppe | Altre coppe | Altre coppe | Altre coppe | Altre coppe | Totale | Totale | Totale | Totale | % Vittorie | Piazzamento |
| Stagione            | Squadra           | Comp              | G          | V          | N          | P          | Comp            | G               | V               | N               | P               | Comp               | G                  | V                  | N                  | P                  | Comp        | G           | V           | N           | P           | G      | V      | N      | P      | % Vittorie | Piazzamento |
| ------------------- | ----------------- | ----------------- | ---------- | ---------- | ---------- | ---------- | --------------- | --------------- | --------------- | --------------- | --------------- | ------------------ | ------------------ | ------------------ | ------------------ | ------------------ | ----------- | ----------- | ----------- | ----------- | ----------- | ------ | ------ | ------ | ------ | ---------- | ----------- |
| 2004-2005           | Troyes            | L2                | 38         | 20         | 8          | 10         | CF+CdL          | 1+2             | 0+1             | 0+0             | 1+1             | -                  | -                  | -                  | -                  | -                  | -           | -           | -           | -           | -           | 41     | 21     | 8      | 12     | 51,22      | 3º (prom.)  |
| 2005-2006           | Troyes            | L1                | 38         | 9          | 12         | 17         | CF+CdL          | 1+1             | 0+0             | 0+0             | 1+1             | -                  | -                  | -                  | -                  | -                  | -           | -           | -           | -           | -           | 40     | 9      | 12     | 19     | 22,50      | 17º         |
| 2006-2007           | Troyes            | L1                | 38         | 9          | 12         | 17         | CF+CdL          | 1+1             | 0+0             | 0+0             | 1+1             | -                  | -                  | -                  | -                  | -                  | -           | -           | -           | -           | -           | 40     | 9      | 12     | 19     | 22,50      | 18º (retr.) |
| 2007-2008           | Strasburgo        | L1                | 38         | 9          | 8          | 21         | CF+CdL          | 2+1             | 1+0             | 0+0             | 1+1             | -                  | -                  | -                  | -                  | -                  | -           | -           | -           | -           | -           | 41     | 10     | 8      | 23     | 24,39      | 19º (retr.) |
| 2008-2009           | Strasburgo        | L2                | 38         | 18         | 11         | 9          | CF+CdL          | 1+1             | 0+0             | 0+0             | 1+1             | -                  | -                  | -                  | -                  | -                  | -           | -           | -           | -           | -           | 40     | 18     | 11     | 11     | 45,00      | 4º          |
| Totale Strasburgo   | Totale Strasburgo | Totale Strasburgo | 76         | 27         | 19         | 30         |                 | 5               | 1               | 0               | 4               |                    | -                  | -                  | -                  | -                  |             | -           | -           | -           | -           | 81     | 28     | 19     | 34     | 34,57      |             |
| dic. 2009-feb. 2010 | Nantes            | L2                | 9          | 2          | 1          | 6          | CF+CdL          | -               | -               | -               | -               | -                  | -                  | -                  | -                  | -                  | -           | -           | -           | -           | -           | 9      | 2      | 1      | 6      | 22,22      | Sub., Eson. |
| 2010-2011           | Troyes            | L2                | 38         | 13         | 7          | 18         | CF+CdL          | 1+1             | 0+0             | 0+0             | 1+1             | -                  | -                  | -                  | -                  | -                  | -           | -           | -           | -           | -           | 40     | 13     | 7      | 20     | 32,50      | 16º         |
| 2011-2012           | Troyes            | L2                | 38         | 17         | 13         | 8          | CF+CdL          | 2+1             | 1+0             | 0+0             | 1+1             | -                  | -                  | -                  | -                  | -                  | -           | -           | -           | -           | -           | 41     | 18     | 13     | 10     | 43,90      | 3º (prom.)  |
| 2012-2013           | Troyes            | L1                | 38         | 8          | 13         | 17         | CF+CdL          | 5+3             | 4+2             | 0+0             | 1+1             | -                  | -                  | -                  | -                  | -                  | -           | -           | -           | -           | -           | 46     | 14     | 13     | 19     | 30,43      | 19º (retr.) |
| 2013-2014           | Troyes            | L2                | 38         | 15         | 7          | 16         | CF+CdL          | 1+5             | 0+4             | 0+0             | 1+1             | -                  | -                  | -                  | -                  | -                  | -           | -           | -           | -           | -           | 44     | 19     | 7      | 18     | 43,18      | 10º         |
| 2014-2015           | Troyes            | L2                | 38         | 24         | 6          | 8          | CF+CdL          | 1+2             | 0+1             | 0+0             | 1+1             | -                  | -                  | -                  | -                  | -                  | -           | -           | -           | -           | -           | 41     | 25     | 6      | 10     | 60,98      | 1º (prom.)  |
| ago.-dic. 2015      | Troyes            | L1                | 16         | 0          | 5          | 11         | CF+CdL          | 0+1             | 0               | 0               | 1               | -                  | -                  | -                  | -                  | -                  | -           | -           | -           | -           | -           | 17     | 0      | 5      | 12     | &0,00      | Dimis.      |
| Totale Troyes       | Totale Troyes     | Totale Troyes     | 320        | 115        | 83         | 122        |                 | 30              | 13              | 0               | 17              |                    | -                  | -                  | -                  | -                  |             | -           | -           | -           | -           | 350    | 128    | 83     | 139    | 36,57      |             |
| 2016-2017           | Brest             | L2                | 38         | 19         | 8          | 11         | CF+CdL          | 1+2             | 0+1             | 0+0             | 1+1             | -                  | -                  | -                  | -                  | -                  | -           | -           | -           | -           | -           | 41     | 20     | 8      | 13     | 48,78      | 5º          |
| 2017-2018           | Brest             | L2                | 38+1       | 18+0       | 11+0       | 9+1        | CF+CdL          | 1+1             | 0+0             | 0+0             | 1+1             | -                  | -                  | -                  | -                  | -                  | -           | -           | -           | -           | -           | 41     | 18     | 11     | 12     | 43,90      | 5º          |
| 2018-2019           | Brest             | L2                | 38         | 21         | 11         | 6          | CF+CdL          | 2+2             | 1+1             | 0+0             | 1+1             | -                  | -                  | -                  | -                  | -                  | -           | -           | -           | -           | -           | 42     | 23     | 11     | 8      | 54,76      | 2º (prom.)  |
| Totale Brest        | Totale Brest      | Totale Brest      | 114+1      | 58+0       | 30+0       | 26+1       |                 | 9               | 3               | 0               | 6               |                    | -                  | -                  | -                  | -                  |             | -           | -           | -           | -           | 124    | 61     | 30     | 33     | 49,19      |             |
| 2019-2020           | Auxerre           | L2                | 28         | 8          | 10         | 10         | CF+CdL          | 2+1             | 1+0             | 0+0             | 1+1             | -                  | -                  | -                  | -                  | -                  | -           | -           | -           | -           | -           | 31     | 9      | 10     | 12     | 29,03      | 11º         |
| 2020-2021           | Auxerre           | L2                | 38         | 16         | 14         | 8          | CF              | 2               | 1               | 0               | 1               | -                  | -                  | -                  | -                  | -                  | -           | -           | -           | -           | -           | 40     | 17     | 14     | 9      | 42,50      | 6º          |
| 2021-2022           | Auxerre           | L2                | 38         | 21         | 11         | 6          | CF              | 3               | 2               | 0               | 1               | -                  | -                  | -                  | -                  | -                  | -           | -           | -           | -           | -           | 41     | 23     | 11     | 7      | 56,10      | 3º (prom.)  |
| lug.-ott. 2022      | Auxerre           | L1                | 10         | 2          | 2          | 6          | CF              | 0               | 0               | 0               | 0               | -                  | -                  | -                  | -                  | -                  | -           | -           | -           | -           | -           | 10     | 2      | 2      | 6      | 20,00      | Eson.       |
| Totale Auxerre      | Totale Auxerre    | Totale Auxerre    | 114        | 47         | 37         | 30         |                 | 8               | 4               | 0               | 4               |                    | -                  | -                  | -                  | -                  |             | -           | -           | -           | -           | 122    | 51     | 37     | 34     | 41,80      |             |
| Totale carriera     | Totale carriera   | Totale carriera   | 634        | 249        | 170        | 215        |                 | 52              | 21              | 0               | 31              |                    | -                  | -                  | -                  | -                  |             | -           | -           | -           | -           | 686    | 270    | 170    | 246    | 39,36      |             |

## Palmarès

### Giocatore
- Division 2: 1

Montpellier: 1986-1987

### Allenatore
- Championnat de France Amateurs 2: 1

Libourne-St-Seurin: 1998-1999
- Championnat de France amateur: 1

Libourne-St-Seurin: 1999-2000
- Ligue 2: 1

Troyes: 2014-2015